# Seymour Papert
Seymour Papert (1928, Pretòria - 2016, Maine) fou un matemàtic coinventor del llenguatge de programació Logo, juntament amb Cynthia Solomon i Wally Feurzeig el 1968.

## Biografia
Llicenciat en matemàtiques per l'Institut Tecnològic de Massachusetts (MIT), Seymour Papert va treballar amb el psicòleg educatiu Jean Piaget a la Universitat de Ginebra entre els anys 1959 i 1963.

## Fets destacats
- Aplica les teories de Piaget per a codesenvolupar un llenguatge de programació anomenat Logo. Logo funciona com un instrument de treball intel·lectual que permet a l'alumnat construir els seus coneixements, resolent problemes amb els micromons de la tortuga protagonista i promovent el pensament lògic i matemàtic.[5][6]
- Creador de l'Epistemology & Learning Research Group (Grup de Recerca sobre l'Aprenentatge i l'Epistemologia) a l'Institut Tecnològic de Massachusetts (MIT).[7]
- Col·labora amb l'empresa Lego Education en el desenvolupament d'una joguina programable: "Lego Mindstorms".[8][6]

## Llibres
- La máquina de los niños. Replantearse la educación en la era de los ordenadores (1995)
- Desafío a la mente. Computadoras y Educación (1981)
- La familia conectada. Padres, hijos y computadoras (1997)